# Сулу-Джайчи
Сулу́-Джайчи́ (укр. Сулу-Джайчи, крымскотат. Suvlu Cayçı, Сувлу Джайчы) — упразднённое село в Симферопольском районе Крыма. Располагалось в степном Крыму, вблизи современной границы с Красногвардейским районом, примерно в 1 — 1,5 км к северу от современного села Новоандреевка.

## Название
Название Сулу-Джайчи состоит из двух компонентов. Джайчи (крымскотат. cayçı, джайчы) в переводе с крымскотатарского — мастер, изготавливающий луки (от cay, джай — лук). Сулу (крымскотат. suvlu, сувлу) означает «с водой», «имеющий воду». Очевидно, уточнение «с водой» потребовалось для избежания путаницы с располагавшейся в относительной близости деревней Сусуз-Джайчи (крымскотат. suvsuz, сувсуз — «безводный»).

## История
Первое упоминание деревни Бузъяйши встречается в «Книге путешествий» Эвлии Челеби под 1667 годом
…здесь делают странные луки. Все их дома выстроены из камня, потому что это селение близко от каменистого места
После присоединения Крыма к России (8) 19 апреля 1783 года, (8) 19 февраля 1784 года, именным указом Екатерины II сенату, на территории бывшего Крымского Ханства была образована Таврическая область и деревня была приписана к Перекопскому уезду. После Павловских реформ, с 1796 по 1802 год, входила в Акмечетский уезд Новороссийской губернии. По новому административному делению, после создания 8 (20) октября 1802 года Таврической губернии, Суллу-Джайчи был включён в состав Кучук-Кабачской волости Перекопского уезда.
По Ведомости о всех селениях в Перекопском уезде состоящих с показанием в которой волости сколько числом дворов и душ… от 21 октября 1805 года в деревне Джайчи числилось 15 дворов и 94 жителя крымских татар. На военно-топографической карте генерал-майора Мухина 1817 года Суллу-Джайчи обозначен как Джайши с 14 дворами. После реформы волостного деления 1829 года Джайчи, согласно «Ведомости о казённых волостях Таврической губернии 1829 года» отнесли к Агъярской волости (переименованной из Кучук-Кабачской). На карте 1836 года в деревне 10 дворов, а на карте 1842 года Суллу-Джайчи обозначен условным знаком «малая деревня», то есть, менее 5 дворов.
В 1860-х годах, после земской реформы Александра II, деревню включили в состав Айбарской волости. В «Списке населённых мест Таврической губернии по сведениям 1864 года», составленном по результатам VIII ревизии 1864 года, Джайчи (или Суллу-Джайчи) — владельческая деревня с 1 двором и 5 жителями. По обследованиям профессора А. Н. Козловского начала 1860-х годов, вода в колодцах деревни была пресная, а их глубина составляла 10—15 саженей (21—32 м).
Видимо, запустение деревни было следствием эмиграции крымских татар, особенно массовой после Крымской войны 1853—1856 годов, в Турцию и, если на трёхверстовой карте Шуберта 1865 года Суллу-Джайчи ещё обозначена, то на карте, с корректурой 1876 годе её уже нет. Видимо, тот же хутор, как немецкий Джайчи Глеклера (нем. Glöckler), встречается в Статистическом справочнике Таврической губернии. Ч.II-я. Статистический очерк, выпуск пятый Перекопский уезд, 1915 год, согласно которому здесь, не владея землёй, в 1 дворе проживали 1 мужчина и 1 женщина, в хозяйстве имели 2 лошади, 1 корову и 2 головы мелкого скота. В дальнейшем в доступных источниках не встречается.